# René Mourlon
René Mourlon (n. 12 mai 1893, Paris, Île-de-France, Franța – d. 19 octombrie 1977, Paris, Île-de-France, Franța) a fost un sprinter ce a reprezentat Franța, medaliat olimpic. A participat la 3 ediții ale Jocurilor Olimpice (1912, 1920, 1924) în care a câștigat o medalie de argint în proba de 4x100 m.

## Palmares
| An   | Competiție        | Locație           | Loc          | Eveniment | Note |
| ---- | ----------------- | ----------------- | ------------ | --------- | ---- |
| 1912 | Jocurile Olimpice | Stockholm, Suedia | 5 (sf)       | 100 m     | TN   |
| 1912 | Jocurile Olimpice | Stockholm, Suedia | 7            | 4x100 m   | 43,8 |
| 1920 | Jocurile Olimpice | Anvers, Belgia    | 3 (sferturi) | 100 m     | 11,0 |
| 1920 | Jocurile Olimpice | Anvers, Belgia    | 2            | 4x100 m   | 42,6 |
| 1924 | Jocurile Olimpice | Paris, Franța     | 4 (sferturi) | 100 m     | 11,0 |
| 1924 | Jocurile Olimpice | Paris, Franța     | 5            | 4x100 m   | 42,2 |